# Michael Hesemann
Michael Hesemann (Düsseldorf, 22 marzo 1964) è uno storico, giornalista e scrittore tedesco.
Alla fine degli anni ottanta divenne noto in Germania come autore di quattro libri su il phenomenon UFO. In seguito si è rivolto ad argomenti relativi al cattolicesimo.

## Biografia
Hesemann ha studiato storia e antropologia culturale presso l'Università di Gottinga in Germania. Vive tra Düsseldorf e Roma. È referente per la Germania dell'associazione statunitense ebrea e laica Pave the Way Foundation (PTWF), per la quale ha svolto nel 2010 ricerche presso l'Archivio segreto vaticano.
Dal 1984 al 2000 Hesemann ha pubblicato la rivista tedesca Magazin 2000 trattando di fenomeni paranormali, ufologia e temi religiosi.
Hesemann è stato relatore a conferenze internazionali sulla religione, anche presso la Pontificia Università Lateranense e la Sorbona di Parigi. Con Georg Ratzinger ha firmato il libro Mio fratello il papa (2012).
I suoi libri, che trattano principalmente di temi quali l'ufologia, le reliquie cattoliche e le apparizioni mariane, sono pubblicati in almeno 14 lingue (tedesca, inglese, francese, spagnola, italiana, ceca, slovacca, ungherese, rumena, greca, polacca, russa, olandese) con tirature che complessivamente sopravanzano i due milioni di copie.

### Titulus Crucisdi Roma (INRI)
Hesemann ebbe anche la possibilità di esaminare, previa autorizzazione della Santa Sede, la reliquia del Titulus crucis, conservata nella Basilica di Santa Croce in Gerusalemme, che secondo la tradizione sarebbe il cartiglio originario infisso sopra la croce di Cristo, con l'obbiettivo di stabilirne l'autenticità. Avvalendosi del contributo di diversi paleografi, i quali condussero un'indagine paleografica comparativa, fu stabilito che le lettere erano perfettamente compatibili con quelle del I sec., confermando, quindi, la possibilità che la reliquia fosse l'originale o almeno una copia fedele dell'originale. Tale conclusione, oltre l'ammirazione dell'allora papa Paolo VI, ricevette conferma da analoghi studi di Maria Rigato e il consenso di Carsten Peter Thiede della università di Basilea e degli archeologi del Beer-Sheva (Israele). Anche in seguito a queste ricerche, fatte conoscere in Germania (1999) e in Italia (2010) con la pubblicazione "Titulus Crucis", la tavoletta con la contenuta iscrizione della Basilica di Santa Croce di Roma è diventata oggetto di visita di pellegrini e studiosi.
Tuttavia dopo i risultati di Hesemann la Santa Sede ha autorizzato il prelievo di campioni del legno, che sono stati datati utilizzando il Metodo del carbonio-14. I risultati, pubblicati nel 2002, hanno determinato che il legno potrebbe risalire tra gli anni 980 e 1150. Alcuni scienziati però ritengono che dopo così tanti anni e a contatto col carbonio moderno questo esame non sempre sia affidabile al 100%, e potrebbe essere stato quindi "contaminato".

### Fatima
In un saggio a scopo scientifico e apologetico, Hesemann si interessò anche del fenomeno religioso seguito alle apparizioni della Madonna di Fátima pubblicando un ampio resoconto dell'intervista con la veggente Lúcia, allora vivente, riguardante il famoso terzo segreto di Fátima. Per ottenere questa intervista egli ebbe apposito permesso dalle autorità religiose competenti.

### Sudario di Oviedo
Nell'opera "I testimoni del Golgota" (2000) sostiene che il Sudario conservato da molti secoli nella Cattedrale di Oviedo usato, secondo una tradizione insistente, per asciugare il volto martoriato di Gesù poco prima di venire avvolto dal lenzuolo-sindone, presenta segni salienti coincidenti con le caratteristiche del volto rilevabile sull'immagine non dipinta della Sindone di Torino. Le coincidenze fanno ritenere che le due reliquie avrebbero impresso lo stesso volto, cosicché l'uno accrescerebbe la storicità dell'altro.

### La tomba di San Pietro
Durante degli scavi sistematici effettuati nelle grotte vaticane a partire dal 1939, venne individuata, in corrispondenza dell'altare della Basilica di San Pietro, un'edicola, poggiata su un muro e intonacato di rosso, su cui era leggibile il graffito in caratteri greci “Πετρ(ος) ενι” (“Pietro è qui”), luogo generalmente indicato come tomba di Pietro. Hesemann descrive, in diversi lavori, le varie tappe degli scavi, la sorpresa degli operatori e delle autorità cattoliche e il ripensamento di chi metteva in dubbio la successione di Pietro nel papa. In questo caso la ricerca di Hesemann è vergata con la collaborazione del vescovo Vittorio Lanzani, delegato della Fabbrica di San Pietro, e della professoressa di storia Eva-Maria Jung-Inglessis, e accompagnata da foto originali mai pubblicate fino allora.

### Le leggende nere sulla Chiesa cattolica
Nel libro Contro la Chiesa. Miti, leggende nere, menzogne (Die Dunkelmänner, Mythen, Lügen und Legenden um die Kirchengeschichte, 2007) Hesemann descrive le conclusioni, spesso di circoli accademici, di attuali storici che rivedono o presentano sotto altra luce presunti "misfatti" compiuti nella storia del cristianesimo e in particolar modo dal cattolicesimo. Pur convenendo con papa Giovanni Paolo II sulla necessità di "purificare la memoria riconoscendo le colpe dei cristiani", vengono analizzate leggende nere create attorno ad avvenimenti quali: il ritrovamento del vangelo di Giuda e dei manoscritti del Mar Morto, il ruolo dell'imperatore Costantino, le crociate (tra cui quella contro gli albigesi), l'Inquisizione e il suo coinvolgimento nella caccia alle streghe, la papessa Giovanna, i processi a Giordano Bruno e a Galileo, i pontificati di Pio IX e di Pio XII e la morte di papa Giovanni Paolo I.

### San Paolo
Nell'aprile del 2008, dopo un'esplorazione in Grecia, Cipro, Turchia, Israele e Malta, sempre in dialogo con esperti dei diversi settori, stende una biografia di San Paolo ricavata dall'archeologia. Suggerisce inoltre alla polizia criminale della Renania Settentrionale-Vestfalia di ricavare, quale omaggio nell'anno "paolino" (la nascita nell'8 dopo Cristo), la più probabile fisionomia del volto dell'apostolo.

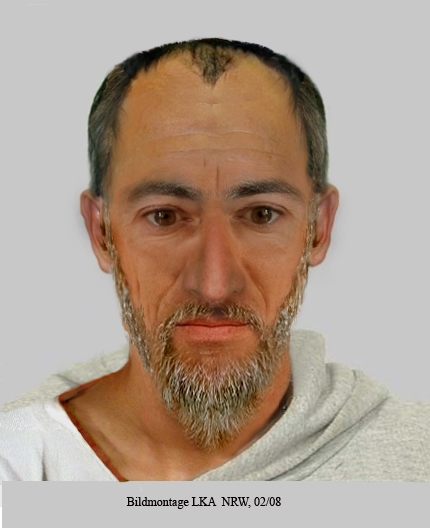
Volto di Paolo di Tarso ricostruito, su suggerimento di Hesemann, dalla polizia criminale di LCA.

Soprattutto per questo lavoro, ma anche per altri, Hesemann nel frattempo viene assunto quale docente di storia per i diaconi della diocesi di Ratisbona e poi pure in quella di Colonia.

### Pio XII e l'olocausto
L'argomento dell'atteggiamento di Papa Pio XII nei confronti dell'olocausto viene trattato da Hesemann diverse volte: nel 2008 esce Il papa che sfidò Hitler, il cui contenuto è frutto di indagini svolte assieme al postulatore per la causa di beatificazione di Pio XII nell'Archivio segreto vaticano, fra i documenti concernenti la seconda guerra mondiale. Dalla consultazione di questi documenti Hesemann conclude che papa Pacelli abbia salvato non meno di 850.000 ebrei, altrimenti avviati ai campi di concentramento rivelatisi poi campi di sterminio, di cui 11.000 soltanto a Roma. Di rilievo sono diversi documenti da cui risulta che Pio XII, ancora semplice Segretario di Stato, si adoperò con successo appena tre settimane dopo la famosa Notte dei cristalli per ottenere da varie cancellerie, specialmente del Sudamerica, visti per circa 200.000 ebrei.
L'assunto del libro e la sua documentazione ebbero il plauso dell'organizzazione ebrea e laica statunitense Pave the Way Foundation (PTWF) fondata da Gary Krupp, che mira la riappacificazione tra ebraismo e cattolicesimo.

### Attività in ufologia
Hesemann ha cominciato a interessarsi di ufologia all'età di 14 anni, in seguito all'avvistamento di un UFO da parte di suo padre. Ha scritto diversi libri sull'argomento, tra cui The Cosmic Connection e UFOs: A Secret History. Ha prodotto inoltre diverse videocassette su argomenti ufologici. Nel 1989 ha organizzato a Francoforte la conferenza internazionale di ufologia intitolata "Dialogo con l'Universo". È un fautore dell'ipotesi extraterrestre sugli UFO. Si è interessato in modo approfondito al fenomeno dei cropcircles o agroglifi, scrivendo sull'argomento alcuni libri tra gli anni '90 e 2000. Per la sua attività in ufologia, Hesemann ha ricevuto apprezzamenti ma anche critiche: alcuni settori ufologici lo hanno accusato di cercare il sensazionalismo e di trattare le tematiche ufologiche "come giornalista e non come ufologo".

## Opere
- Findet der Weltuntergang statt, 1984
- The Aztec Heritage, 1988
- UFOs: The Evidence, 1989
- UFOs: The Contacts, 1990
- The Cosmic Connections, 1992
- Botschaft aus dem Kosmos, 1993
- Il mistero dei cerchi nel grano, 1994
- UFOs: A Secret History, 1994
- UFOs: New Evidence, 1994
- Beyond Roswell, 1996
- Cropcircles, 1996
- UFOs over Germany, 1997
- Geheimsache Fatima, 1997
- Die kommende Weltkrise, 1998
- Titulus crucis (Die Jesus-Tafel), Freiburg (Herder), 1999
- Die stummen Zeugen von Golgota, München (Hugendubel) 2000
- The Cropcircle Chronicles, 2002
- UFOs: Visitors from Space - a Picture Book, 2002
- The Discovery of the Grail, 2002
- Il segreto di Fatima (Das Fatima-Geheimnis), versione riveduta, 2002
- Il terzo Segreto di Fatima, 1997
- Il testimone silenzioso del Calvario, Monaco di Baviera (Hugendubel), 2000
- La scoperta del Santo Graal (Die Entdeckung des Heiligen Grals), Monaco di Baviera (Pattloch) 2003
- Il primo Papa (Der erste Papst), Monaco di Baviera (Pattloch), 2003
- La religione di Hitler (Hitlers Religion), Monaco di Baviera (Pattloch) 2004
- La menzogna di Hitler (Hitlers Lügen), Erfststadt 2005
- Giovanni Paolo il Grande (Johannes Paul der Große), Monaco di Baviera, 2005
- Stigmate (Stigmata), Güllesheim, 2006
- Contro la Chiesa. Miti, leggende nere, menzogne (Die Dunkelmänner), Augsburg (Ortisei), 2007
- Paolo di Tarso (Paulus von Tarsus), Augsburg (Ortisei) 2008
- Il Papa, che sfidò Hitler (Der Papst, der Hitler trotzte), Augsburg (Ortisei), 2008
- Gesù di Nazaret. Archeologi sulle orme del Redentore (Jesus von Nazareth. Archäologen auf den Spuren des Erloesers), Augsburg (Ortisei), 2009
- Il sangue sulla stoffa di Cristo (Das Bluttuch Christi), Monaco di Baviera (Herbig), 2010
- Sulle tracce della Sindone di Torino (Auf den Spuren des Grabtuchs von Turin), Fulda (Kehl) 2010
- Pio XII. Le ragioni della storia, diversi autori, 2010
- Maria di Nazareth. Storia, archeologia, leggende (Maria von Nazareth. Geschichte, Archaeologie, Legenden), Augsburg (Ortisei), 2011
- L'eredità di Giovanni Paolo II e il carisma (Johannes Paul II. Erbe und Charisma), Augsburg (Ortisei), 2011